# Mondovisioni
Mondovisioni è un 
album di Stefano Ianne del 2008 pubblicato da Rai Trade.

## L'album
L'album è stato interamente realizzato da una registrazione live di un concerto tenuto a Ravenna nell'aprile del 2008 al Teatro Dante Alighieri dall'Orchestra i Pomeriggi Musicali diretti da Valter Sivilotti, in occasione del Premio Nazionale Dante Alighieri
Pubblicato da Rai Trade alla fine del 2008 il disco presenta due tracce, Flying e Concerto per Violino Quarto, utilizzate come colonna sonora nel film Beket di Davide Manuli, vincitore del premio della Critica al Festival di Locarno.
Tra i solisti presenti Antonella Ruggiero al canto, Simone d'Eusanio al violino, Paolo Pasqualin alle percussioni, Alessandra Mostacci al pianoforte.

## Tracce
1. Ouverture
2. Stances
3. Sette
4. Flying
5. Evo
6. Concerto per Violino Quarto
7. Nah
8. Notturno
9. Mondovisioni (con Antonella Ruggiero)
10. Caelum